# Ladies and Gentlemen, Introducing... Mazgani
Ladies and Gentlemen, Introducing... Mazgani é um EP do musico português Mazgani. Foi lançado fora de Portugal através da editora finlandesa Fading Ways Music. Contém o EP anterior Tell the People e faixas do primeiro álbum Song of the New Heart.

## Faixas
1. Thirst ^
2. Rebel Sword ^
3. Loving Guide ^
4. Broken Tree ^
5. Dust in the sun ^
6. Somewhere beneath this sky ^^
7. Strong & Holy ^^
8. Song of the new heart ^^
9. Lay Down ^^
10. Let your lips blossom in a kiss ^^
11. Slaughterhouse of Love (acústico demo) - Faixa Bónus

- (^) do ep Tell the People;
- (^^) do álbum Song of the New Heart